# Z-10 Hans Lody
Z-10 Ганс Лоди (нем. Z-10 «Hans Lody») — немецкий эскадренный миноносец типа 1934A.
Назван в честь Ганса Карла Лоди, обер-лейтенанта германской военно-морской разведки, арестованного англичанами в Ирландии и расстрелянного в Лондоне 6 ноября 1914 года.
Заложен 1 апреля 1935 года на верфи фирмы «Germaniawerft» в Киле. Спущен на воду 14 мая 1936 года и 13 сентября 1938 года вступил в строй. После вступления в строй был приписан к 8 дивизиону эскадренных миноносцев Кригсмарине. По состоянию на сентябрь 1939 года бортовой № 82.

## История службы
4 апреля 1939 года вошёл в состав 4-й флотилии эскадренных миноносцев кригсмарине (первого формирования).
С началом Второй мировой войны, с сентября 1939 года по февраль 1940 действовал в Северном море и Балтийских проливах. 4 сентября 1939 года легко поврежден в результате взрыва минного защитника в Гельголандской бухте, погибло 2 человека, 4 было ранено. В феврале — мае 1940 года проходил ремонт.
14 мая 1940 года был зачислен в состав сформированной 6-й флотилии эскадренных миноносцев кригсмарине в связи с расформированием 4-й флотилии эсминцев.
В июне 1940 года участвовал в операции «Юно». С октября по декабрь 1940 года базировался и действовал в Западной Франции. 10 октября 1940 года был поврежден в результате налёта британской авиации в Бресте, потери — 2 убитых и 7 раненых.
29 ноября 1940 года в бою с британскими эсминцами у мыса Лизард торпедировал эсминец «HMS Javelin», но и сам получил попадания двух 40-мм снарядов. Ремонт продолжался с декабря 1940 года по апрель 1941 года.
В июне — сентябре 1941 года действовал в Арктике. 13 июля 1941 года совместно с эсминцами «Карл Гальстер», «Рихард Байцен», «Герман Шёман» и «Фридрих Экольдт» потопил в Баренцевом море советский сторожевой корабль «Пассат» и спасательные суда ЭПРОН РТ-67 «Молотов» и РТ-32 «Кумжа» буксирующие два 40-тонных судоподъемных понтона.
10 августа 1941 года совместно с эсминцами «Рихард Битзен» и «Фридрих Эккольдт» потопил в Баренцевом море у входа в Кольский залив советский сторожевой корабль «Туман». В октябре 1941 — марте 1942 года проходил очередной ремонт.
После ремонта снова действовал в Арктике. 7 июня 1942 года в Тронхейме пострадал в результате аварии в машинном отделении. 3 июля 1942 года налетел на подводную скалу в Вестфьорде. Ремонт длился по февраль 1943 года.
В мае 1943 года вернулся для дальнейшего похождения службы в Норвегию. Участвовал в операции «Цитронелла». 21 ноября 1943 года столкнулся с эсминцем «Erich Steinbrinck» на переходе из Альтен-фьорда в Нарвик.
С декабря 1943 года по апрель 1944 года действовал в Балтийских проливах, после чего встал на капитальный ремонт, который длился по февраль 1945 года.
В конце войны действовал на Балтике. 5—7 мая 1945 года участвовал в эвакуации германских войск с косы Хель в Копенгаген. Капитулировал в Киле 9 мая 1945 года. 7 января 1946 года передан по репарациям Великобритании, вошёл в состав Королевского военно-морского флота под обозначением «R-38». 9 февраля 1949 года исключён из списков флота и, в дальнейшем, продан на слом корпорации «BISCO» («British Iron & Steel Corporation»), в 1949 году разобран на металл.

## Командиры корабля
| Имя и звание                                  | Время службы                       |
| --------------------------------------------- | ---------------------------------- |
| корветтен-капитан Карл-Йеско фон Путкамер     | 17 сентября 1938 — 22 августа 1939 |
| корветтен-капитан Хуберт Фреер фон Вангенхейм | 23 августа 1939 — 31 октября 1940  |
| корветтен-капитан Вернер Пфейфер              | 1 ноября 1940 — 10 августа 1942    |
| корветтен-капитан Карл Адольф Ценкер          | 11 августа 1942 — 10 марта 1943    |
| капитан-лейтенант Карлхейнц Воршехер          | 11 марта 1943 — 15 апреля 1943     |
| фрегаттен-капитан/капитан-цур-зее Ганс Маркс  | 16 апреля 1943 — 15 ноября 1943    |
| корветтен-капитан/фрегаттен-капитан Курт Хаун | 16 ноября 1943 — 1 июля 1944       |
| капитан-лейтенант Рихард фон Булла            | 1 июля 1944 — 4 ноября 1944        |
| фрегаттен-капитан Курт Хаун                   | 4 ноября 1944 — 8 апреля 1945      |